# Dawid Podsiadło
Dawid Podsiadło (Dąbrowa Górnicza, Polonia, 23 de mayo de 1993) es un cantante y compositor polaco, vocalista de la banda Curly Heads y ganador de la segunda edición de X Factor en 2012.
Su álbum debut, titulado Comfort and Happiness, fue lanzado el 28 de mayo de 2013 y encabezó las listas musicales de Polonia, siendo certificado como triple platino y convirtiéndose en uno de los álbumes más vendidos de ese mismo año. En 2015 alcanzó la distinción de Disco de Diamante.
En octubre de 2014, Podsiadło lanzó su álbum Ruby Dress Skinny Dog junto a su banda Curly Heads. Debutó en el cuarto puesto y fue certificado oro, además de ser nominado en los Premios Fryderyk dentro de la categoría de mejor álbum rock.
El segundo álbum en solitario de Podsiadło, Annoyance and Disappointment, fue lanzado el 6 de noviembre de 2015. El álbum debutó como número uno en Polonia y fue certificado con la distinción triple platino.

## Discografía
| Año  | Título                       | Listas | Certificaciones |
| Año  | Título                       | POL    | Certificaciones |
| ---- | ---------------------------- | ------ | --------------- |
| 2013 | Comfort and Happiness        | 1      | ZPAV: Diamante  |
| 2015 | Annoyance and Disappointment | 1      | ZPAV: Diamante  |
| 2018 | Małomiasteczkowy             | 1      | ZPAV: Diamante  |